# Famille Duvalier
La famille Duvalier est une famille de dictateurs ayant régné sur Haïti entre 1957 et 1986. 
François Duvalier dit « Papa Doc », est le premier dirigeant de la famille, arrivé au pouvoir après un putsch en 1957, en tant que président à vie de 1964 à sa mort. Au pouvoir, ce dernier multiplie les actes d'arrestation et de condamnation à mort et utilise un culte de la personnalité. À sa mort, c'est son fils Jean-Claude Duvalier, dit « Baby Doc », qui lui succède et qui se maintient au pouvoir comme président à vie de 1971 à 1986.
En 1986, la famille est lâchée par les États-Unis alors que le mécontentement populaire contre son régime s'accroît. Confronté à la révolte, Baby Doc est contraint de quitter son pays. Avec sa famille, il se réfugie en France.
Le 16 janvier 2011, il revient à Haïti après 25 ans d'exil en déclarant qu'il revient « pour aider le peuple haïtien ». Le jour suivant, il est arrêté par la police haïtienne, faisant face à de possibles accusations de détournement de fonds. Le 18 janvier, il est accusé de corruption. Il lui est interdit de quitter le pays en attendant son procès à Port-au-Prince. En février 2014, la cour d'appel de Port-au-Prince décide finalement qu'il pouvait être jugé pour « crimes contre l'humanité », estimant les faits « imprescriptibles ». En octobre de la même année, il meurt d'une crise cardiaque sans avoir pu être jugé. Depuis, c'est Nicolas Duvalier, fils de Baby Doc, qui est à la tête du clan duvaliériste.

## Histoire
En septembre 1957, l’armée organisa des élections : le médecin François Duvalier, dit «Papa Doc», fut élu président de la République, grâce au soutien des Noirs nationalistes qui virent en lui le moyen de mettre fin au règne de l'élite mulâtre. Dès le départ, Duvalier impose une politique répressive en éloignant les officiers peu fiables de l’armée, en interdisant les partis d’opposition, en instaurant l'état de siège et en exigeant du Parlement l’autorisation de gouverner par décrets (31 juillet 1958). Le 8 avril 1961, il prononça la dissolution du Parlement. Le régime s’appuya sur une milice paramilitaire, les Volontaires de la sécurité nationale surnommés les «tontons macoutes». Avec cette garde prétorienne personnelle, il neutralisa l’armée, sema la terreur dans tout le pays et parvint à étouffer toute résistance. Après des rumeurs de complot au sein de l'armée, il renforça la répression et, le 1er avril 1964, il se proclama «président à vie». En février 1971, François Duvalier organisa un plébiscite pour désigner son fils, Jean-Claude, comme successeur.
À la mort de Papa Doc, le 21 avril 1971, Jean-Claude Duvalier, 19 ans (d’où son surnom de « Baby Doc »), accéda à la présidence de la République. Amorçant une timide libéralisation du régime, Jean-Claude Duvalier s’aliéna une partie de la classe noiriste qui avait soutenu son père en épousant une mulâtresse le 27 mai 1980. Son régime s'enfonça dans la corruption et l'incompétence. Sa dictature est marquée dans les premières années par une volonté de détente et d'apaisement, « Baby Doc » donnant quelques gages de bonne volonté démocratique. Il rétablit les relations du pays avec les États-Unis et la République dominicaine et son mandat voit la reprise de l'aide internationale à destination d'Haïti. Jean-Claude Duvalier détient un pouvoir quasi-absolu que lui attribue la Constitution. En négligeant son rôle de gérant des affaires politiques, Duvalier favorise l'intrusion dans les affaires de l’État d'intérêts provenant de lobbies du pays, mais aussi de l'étranger. Il facilite ainsi la domination dans les affaires haïtiennes d'une clique liée à la faction dure des duvaliéristes de son père surnommés « les dinosaures ».
Une révolte éclate dans les provinces en 1985. La ville des Gonaïves est le théâtre des premières manifestations de rue et des magasins de chaîne de grande distribution sont dévalisés. D'octobre 1985 à janvier 1986, la révolte s'étend à six autres villes, incluant Cap-Haïtien. À la fin du mois, les Haïtiens dans le sud sont en révolte. Les révoltes les plus importantes se déroulent dans Les Cayes. Jean-Claude Duvalier tente de faire face au mécontentement en baissant de 10 % le prix des aliments de base, en fermant les stations de radio indépendantes, en effectuant un remaniement ministériel, mais également par la répression policière et militaire. Sous la pression de la communauté internationale, il institue le poste de Premier ministre grâce à l'adoption par référendum d'une nouvelle Constitution. Ces tentatives ne freinent cependant pas l'élan de révolte populaire contre la dictature dynastique. En janvier 1986, l'administration Reagan commence à faire pression sur Duvalier pour qu'il renonce au pouvoir et qu'il quitte Haïti. À ce moment-là, nombre de duvaliéristes et des hommes d'affaires importants rencontrent le couple Duvalier et les pressent de partir. Les États-Unis rejettent l'asile politique pour Duvalier, mais ils leur proposent de les aider à partir. Initialement, Duvalier accepte le 30 janvier 1986 et le président Reagan annonce son départ, basé sur un rapport provenant du chef de station de la CIA en faction à Haïti, qui a vu la voiture de tête de convoi en partance pour l'aéroport. En route, il y a un échange de coups de feu et l'escorte de Duvalier fait demi-tour vers le palais présidentiel. Le 7 février 1986, il remet le pouvoir aux mains des militaires et quitte l'île à bord d'un avion de l'US Air Force ; il atterrit à Grenoble en France. Pendant ce temps, en Haïti, les maisons des partisans de Jean-Claude Duvalier sont pillées. La foule s'en prend au mausolée de « Papa Doc », qui est détruit à coups de pierres et à mains nues ; le cercueil est sorti, la foule danse dessus puis le met en morceaux ; elle s'empare du corps du dictateur pour le battre rituellement. Pendant cette journée, on dénombre une centaine de victimes, essentiellement des Tontons macoutes,.

## Liens de filiation entre les personnalités
- Duval Duvalier (2 août 1874 - 2 décembre 1957), juge de paix, professeur et journaliste, issu d'une famille originaire de Martinique. Il épouse Uritia (ou Ulyssia) Abraham.
  - François Duvalier, dit « Papa Doc » (14 avril 1907 à Port-au-Prince - 21 avril 1971 dans la même ville). En 1939, il épouse à Pétion-Ville Simone Ovide (19 mars 1913 à Léogâne - 29 décembre 1997 à Paris), une infirmière que l'on appellera plus tard « Maman Simone », fille d'Alexandre Marie Jules Faine (11 février 1880 - 1er août 1958) et de Clélie Ovide (18 août 1890 - 24 mai 1983).
    - Marie-Denise Duvalier(4 avril 1941  à Port-au-Prince). Nommée secrétaire d'État après l'avènement de son frère Jean-Claude, elle épouse le colonel Max Dominique, partisan du régime duvaliériste, et quitte le pays pour la France après la chute du régime.
    - Nicole Duvalier (20 juin 1942 à Port-au-Prince). Elle s'exile en France en 1986.
    - Simone Duvalier(31 mars 1946 à Port-au-Prince - 1er janvier 1998 à Paris). Marié en 1980, elle s'exile six ans plus-tard avec sa famille.
    - Jean-Claude Duvalier, dit « Baby Doc » (3 juillet 1951 à Port-au-Prince - 4 octobre 2014 à Pétion-Ville). Le 27 mai 1980, il épouse Michèle Bennett (15 janvier 1950 à Port-au-Prince), jeune mulâtre de la haute bourgeoisie haïtienne, fille d'Ernest Bennett (18 décembre 1926 - 12 août 2008), homme d'affaires, et d'Aurore Ligondé (1932 - 20 septembre 2017)[a]. En secondes noces, il épouse Véronique Roy (22 avril 1948), styliste familière des monarchies du Golfe, surnommée la « mystérieuse » ou encore la « femme fatale de Baby Doc ».
      - Nicolas Duvalier (31 janvier 1983 à Port-au-Prince). Exilé en France depuis 1986, il retourne en Haïti avec son père en 2011. Il est depuis la mort de ce dernier en 2014, le chef du clan duvaliériste.
      - Anya Duvalier (1er décembre 1984 à Port-au-Prince).